# Bârgăuani
Bârgăuani es una comuna ubicada en el distrito de Neamț, Rumania.

## Superficie
Posee una superficie de 74,66 kilómetros cuadrados.

## Demografía
Hasta 2021 la población era de 2904 habitantes, con una densidad de población de 38,90 habitantes por kilómetro cuadrado.